# Filareto Kavernido

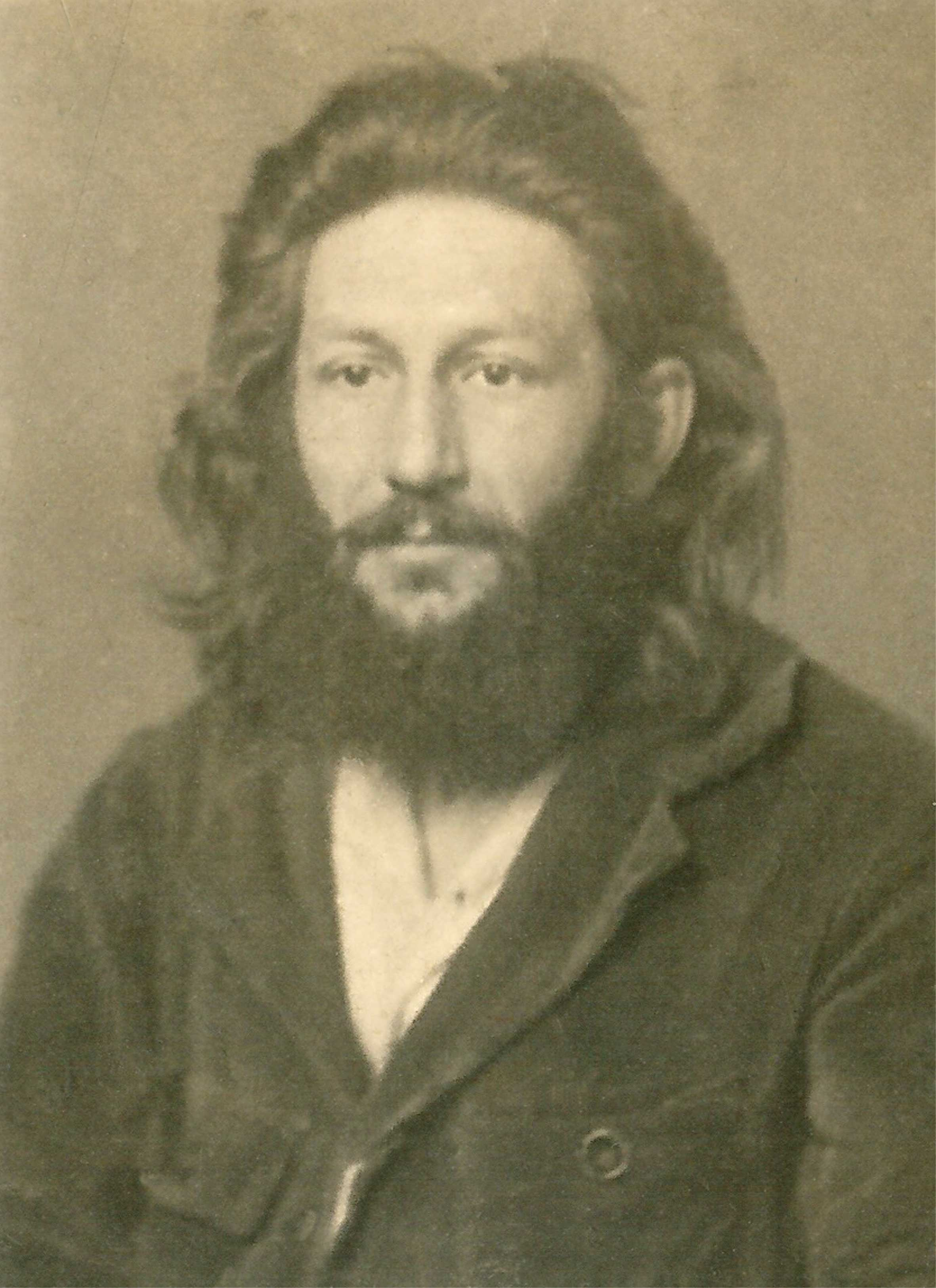
Heinrich Goldberg alias Filareto Kavernido – Porträt 1921

Filareto Kavernido (eigentlich Josef Heinrich Goldberg; * 24. Juli 1880 in Weißensee; † 16. Mai 1933 in Moca, Dominikanische Republik) war ein deutscher Mediziner und Führer einer anarcho-kommunistischen Kommune in Berlin, Wien, Paris, Tourrettes-sur-Loup, Korsika und der Dominikanischen Republik.

## Leben
Der Sohn des gutbürgerlichen jüdischen Arztes Ludwig Goldberg und seiner Ehefrau Elise geb. Karfunkel studierte Medizin in Berlin, immatrikuliert am 13. Oktober 1900 mit der Matrikelnummer 4450 des 90. Rektorats der Humboldt-Universität zu Berlin. Sein Abgangszeugnis datiert vom 28. Oktober 1904. Er wechselt 1904 nach Freiburg. Am 7. Juli 1905 Abschluss des Medizinstudiums mit Staatsexamen und Promotion beim Neurologen und später als Gerichtspsychiater bekannten Alfred Hoche an der Universität Freiburg. Dissertationsthema: „Über hysterische Amaurose“. Goldbergs Spezialfächer waren die Psychiatrie und die Gynäkologie. Auch Alfred Döblin promoviert in diesem Jahr bei Hoche. Vermutlich kannten sich beiden Studenten gut und tauschten sich auch philosophisch und politisch aus, zumal sie bereits am Köllnischen Gymnasium in Berlin-Mitte eine gemeinsame Klasse besuchten. In Freiburg kommt er vermutlich mit der Philosophie in Berührung und zwar über die zu jener Zeit zunehmend verbreiteten und geschätzten Schriften Nietzsches. Danach praktizierte Goldberg am Städtischen Krankenhaus Berlin Friedrichshain.
1910 verließ er die Jüdische Gemeinde Berlin. Aus der Interpretation einiger Zeitungsartikel über Kavernido, und auch solche, die er selber schrieb, erschließt sich, dass er 1913 Berlin verließ und durch verschiedene europäische Länder zog. Daraus entstand die Vermutung, dass er zwischen 1915 und 1918 in einem englischen Internierungslager, wahrscheinlich Knockaloe, gewesen sein musste. Dank der Memoiren des Anarchisten Adolf Mosch weiß man, dass er dort seine festen anarcho-kommunistischen Überzeugungen weiter entwickelte. Er war im Kontakt mit Anarchisten, Gewerkschaftern oder linken Sozialdemokraten, darunter Rudolf Rocker. Anfang 1918 tauchte Goldberg wieder in Holland auf, von wo er sich im November 1918 nach Berlin begab. Dort wurde er das Oberhaupt der von ihm gegründeten anarcho-kommunistischen Gruppe „La Kaverno di Zaratustra“ nach Nietzsches Zarathustra, die an verschiedenen Orten in und um Berlin (u. a. ab 1920 in der Mulackstraße 21 in Berlin-Mitte, Kurfürstenstraße 24 in Mariendorf und Spreenhagen) versuchte, seine auf Nietzsche und Platons Philosophien basierenden Utopien zu verwirklichen.
Im Oktober 1921 wurde er wegen fahrlässiger Tötung angeklagt, da er im Jahr 1911 den Tod von zwei Frauen durch Vernachlässigung der ärztlichen Sorgfaltspflicht verschuldet habe. In einer Privatklinik in Hohenschönhausen, die er zwischen 1905 und 1911 betrieb, soll er hunderte Operationen ausgeführt haben. Das Urteil in diesem Fall lautete auf zwei Jahre Gefängnis bei sofortiger Verhaftung. Bereits im Jahr 1906 wurde Goldberg wegen Verstoß gegen den § 218 (Abtreibung) zu 14 Monaten Gefängnis verurteilt. Seine damalige Partnerin Frau Gozdziewicz erhielt 7 Monate Gefängnis.
Filareto Kavernido veröffentlicht einige Schriften, unter anderem eine Fabel in der Plansprache Ido. In einer Schriftenreihe, den „Mitteilungsblättern aus Zarathustras Höhle“ legte er seine philosophischen Grundgedanken dar.
1924 hielt er sich auf der Flucht vor der deutschen Justiz, unter anderem wegen Vergehen gegen den § 218 in Wien auf, wo er in der Siedlung „Eden“ bei Hütteldorf eine alte Witwe aus ihrer Hütte vertrieb und seine Gruppe mit bis zu 14 Kindern einquartierte. Wahrscheinlich intensivierte er hier auch den Kontakt zu Pierre Ramus, der Kavernido gegenüber jedoch immer reserviert blieb.
1925 zog Kavernido weiter nach Paris. Von hier aus suchte er den Kontakt zur Schweizer Frauenrechtlerin Margarethe Faas-Hardegger, die in der Schweiz eine ähnlich gesinnte Kommune führte. In Paris knüpfte er vermutlich auch den Kontakt zum Anarchisten Emile Armand, in dessen französischer Zeitung „L'en dehors“ („Außerhalb“) er über Jahre hinweg etliche Artikel publizierte, insbesondere Berichte aus der Dominikanischen Republik, wohin er 1929 mit einem Teil seiner Gruppe, bestehend im Wesentlichen aus einer seiner Lebensgefährtinnen und deren gemeinsamen Kindern, nach einem mehrjährigen (1926–1927) Aufenthalt in Tourrettes-sur-Loup, nördlich von Nizza, Frankreich, und in der Nähe von Ajaccio auf Korsika (1927–1929), auswanderte.
Am 16. Mai 1933 wurde Filareto unter ungeklärten Umständen in Moca, Dominikanische Republik, erschossen.
In zahlreichen zeitgenössischen Veröffentlichungen wird er erwähnt, in Zeitungsartikeln und Büchern wird seine politische und philosophische Weltanschauung diskutiert und sein autoritäres und despotisches Wesen geschildert.

## Werke
Aufsätze:
- Heinrich Goldberg: Mitteilungsblätter der Höhle von Zaratustra. 3 Hefte mit den Titeln Kulturphilosophische Betrachtungen, Zivilisation und Kultur und Kulturkampf statt Klassenkampf im Selbstverlag der Verlagsgruppe La Kaverno di Zaratustra, Mulackstr. 21, Berlin-Mitte.
- Harry Wilde erwähnt, dass er nach dem Verschwinden der Kommune Goldberg einen Artikel für eine Ullstein-Zeitung schrieb, der von der Redaktion den Titel Freie Liebe am Bahndamm bekam.
- Anonymus: „Hüter der Höhle Zarathustras“. Höhlenbewohner vor den Toren Berlins. In: Berliner Volkszeitung, 22. April 1921, S. 2.
- Zwischen 1927 und 1931 Artikel von Filareto Kavernido für die von Emile Armand in Paris-Orléans herausgegebenen Zeitschrift „L’en Dehors“.